# سازمان بنادر و دریانوردی
سازمان بنادر و دریانوردی یکی از سازمان‌های دولتی ایران است که به امور بندرها و دریانوردی می‌پردازد.
در حال حاضر سعید رسولی سرپرست مدیرعاملی این سازمان است.  وی در حکمی از سوی فرزانه صادق، وزیر راه و شهرسازی، به عنوان سرپرست سازمان بنادر و دریانوردی منصوب شد. 

## تاریخچه
اعمال حاکمیت دولت در ساحل‌ها و بندرها به منظور فراهم ساختن تسهیلات لازم در جهت گسترش امور تجارت دریایی و ارتباطات ساحلی و همچنین وصول حقوق و عوارض متداول، درمجموع قسمتی از وظایف سازمان بنادر و دریانوردی را تشکیل می‌دهد که سابقه تنظیم تاریخی آن به ۱۲ ذیحجه سال ۱۲۲۹ برابر با ۲۵ نوامبر ۱۸۱۴ میلادی بازمی‌گردد.
در آن سال‌ها در بندر بوشهر اداره‌ای به‌عنوان «شعبه گمرکات جنوب» تأسیس گردید. این اداره وظیفه داشت ضمن مراقبت از سواحل ایران از ورود و صدور کالاهای قاچاق از راه‌های دریایی جنوب نیز جلوگیری نماید و در حقیقت وظایف امور بندری و دریایی را نیز شعبه گمرکات جنوب برعهده داشت.
در تاریخ ششم بهمن ماه ۱۳۰۶ (خورشیدی)، تأسیسات و تجهیزات اداره بندرانزلی در شمال کشور از دولت روسیه تحویل واداره امور آن به مأموران ایرانی سپرده شد و نیز راه‌آهن سرتاسری ایران، بندرترکمن را از کنار دریای خزر به بندر امام خمینی (ره) در کرانه خلیج فارس متصل ساخت.
از سال ۱۳۰۷ پس از افتتاح راه شوسه تهران-خرمشهر، بندر خرمشهر در جنوب کشور اهمیت فراوان پیدا کرد و امر تجارت دریایی آن رونق یافت و به‌منظور اداره امور بنادر کشور (اداره کل بنادر) در روز ۱۵ بهمن ماه ۱۳۱۴ در تهران تأسیس گردید و کلیهٔ امور بنادر ایران در آن متمرکز شد. در این زمان ضمن ایجاد بندر جدیدی در نوشهر نسبت به توسعه و تکمیل باراندازهای بندر خرمشهر و همچنین ایجاد تأسیسات بندری لازم در سایر بنادر شمال و جنوب کشور نیز اقدام گردید.
در تاریخ ۲۴ دی ماه ۱۳۱۷هیئت وزیران آئین‌نامه بندری ایران را که از طرف وزارت راه تهیه و پیشنهاد گردیده بود تصویب و مقرر گردید در بنادری که وزارت راه نماینده ندارد اداره کل گمرک به نمایندگی از طرف وزارت مذکور مجری آئین‌نامه مورد بحث باشد.
درچهارم شهریور ماه ۱۳۲۵ طبق تصویب هیئت وزیران مقرر گردید که درآمد حاصل از بهره‌برداری بنادر جهت توسعه تأسیسات بندری در حساب مخصوصی منظور گردد.
در سال ۱۳۲۸ بنگاه کل بنادر و کشتیرانی به‌جای اداره کل بنادر در وزارت راه تشکیل گردید. در تاریخ هفتم خرداد ماه ۱۳۳۱ آئین‌نامه ثبت و بهره‌برداری شناورها مشتمل بر ۱۸ ماده به تصویب هیئت وزیران رسید و براساس آن مقرر گردید که استفاده از شناورها در آب‌های داخلی و ساحلی ایران موکول به ثبت آن‌ها و اخذ گواهینامه مربوط در یکی از بنادر ایران باشد. در سال ۱۳۳۸ براساس توافق دو وزارت راه و گمرکات و انحصارات بنگاه کل بنادر و کشتیرانی از وزارت راه به وزارت گمرکات و انحصارات منتقل گردید.
در چهارم خرداد ماه ۱۳۳۹ بنگاه کل بنادر و کشتیرانی به سازمان بنادر و کشتیرانی تبدیل و بر مسئولیت و اختیارات آن افزوده گردید. براساس آن، اعمال حاکمیت در آب‌های ساحلی و تولیت کلیه امور بندری و دریایی کشور واجرای مقررات بندری و کشتیرانی ساحلی و مراقبت در توسعه کشتیرانی و بازرگانی و وصول حقوق و عوارض بندری و ثبت شناورهای تابع کشور بعهده آن گذاشته شد. در همین سال اداره کل بندر خرمشهر که مستقلاً انجام وظیفه می‌نمود تابع سازمان بنادر و کشتیرانی گردید.
این سازمان دردهم خرداد ماه ۱۳۴۰ به وزارت بازرگانی منتقل و در تاریخ بیستم اسفند ماه ۱۳۴۱ پس از تشکیل وزارت اقتصادی تابع این وزارتخانه شد.
در نهم آبان ماه ۱۳۴۳ قانون دریایی ایران که در ۹۱۴ ماده تنظیم گردیده بود به مورد اجرا گذارده شد و از دوازدهم تیرماه ۱۳۴۵ سازمان بنادر و کشتیرانی فعلی بر طبق قانون با کلیه کارکنان و بودجه و اموال از وزارت اقتصاد منتزع و تابع وزارت دارایی گردید. براساس قانون اختیارات مالی و استخدامی و تشکیل بنادر و گمرکات، از تاریخ ۱۹ تیرماه ۱۳۴۸ سازمان بنادر و کشتیرانی از شمول مقررات قانون محاسبات عمومی و قانون استخدام کشوری و آئین‌نامه معاملات دولتی خارج شد و برای حفاظت انبارها، کالاها، ساختمان‌ها و همچنین انجام اجرائیات و امور انتظامی و حفاظتی در اسکله‌ها و باراندازها، سازمانی بنام بنادر و گمرکات در وزارت دارایی پیش‌بینی گردید.
به استناد ماده دوم قانون اختیارات آئین‌نامه دیگری که به تصویب کمیسیون‌های دارایی و استخدامی مجلسین رسید، از تاریخ ۱۳ بهمن ماه ۱۳۴۸ سازمان شخصیت حقوقی پیدا نمود و وظایف و اختیارات، ارکان و تشکیلات آن اعلام گردید.
آئین‌نامه‌های معاملات مالی در تاریخ ۲۴ خرداد ماه ۱۳۴۹ و آئین‌نامه استخدامی سازمان بنادر و کشتیرانی در تاریخ ۶ مرداد ۱۳۴۹ مورد تصویب شورای عالی سازمان قرارگرفت و این سازمان در سال ۱۳۵۳ مجدداً از وزارت دارایی منتزع و به وزارت راه و ترابری انتقال یافت.
در دهم اردیبهشت ۱۳۸۷ نام سازمان بنادر و کشتیرانی به سازمان بنادر و دریانوردی تغییر کرد.

## وظایف و ماموریت‌ها
- اداره امور بندری و امور دریایی بازرگانی کشور.
- ایجاد و تکمیل و توسعه ساختمان‌ها و تأسیسات و تعمیرگاه‌های بندری و دریایی بازرگانی و وسائل و تجهیزات مربوط و بهره‌برداری از آنها.
- تهیه و تنظیم واجرای مقررات بندری و دریایی و کشتیرانی بازرگانی طبق قوانین مربوط.
- تنظیم امور مربوط به راهنمایی کشتی‌ها با تصویب شواری عالی سازمان.
- اداره امور تخلیه و بارگیری و حمل ونقل کالا در محوطه بنادر و انبار داری در بنادر کشور (بنادری که سازمان دارای اداره یا شعبه است).
- اداره شبکه‌های مخابراتی (رادیویی، تلگرافی، تلفنی، تله تایپ و غیره) در دریا و خشکی برای تماس با کشتی‌ها و بنادر تابعه و تهیه و تأمین وسایل مربوط با همکاری وزارت پست و تلگراف و تلفن.

## سیستمهای نرم‌افزاری

### سیستمجامع دریایی
این سیستم دو حوزه مدیریت دانش و زیر ساخت و نیز مدیریت دریایی را پوشش می‌دهد. بگونه‌ای که اولاً ارتباطات بین‌الملل، ارتباط با عوامل دریایی، دانش و مستندات، فرایند استانداردها، آموزش، صدور گواهینامه و شناسنامه دریانوردان همگی در این سیستم به‌طور یکپارچه مدیریت می‌شوند.
دوّماً در بخش مدیریت دریایی فعالیت‌های مرتبط با شناوران تحت پرچم، کنترل و بازرسی ایمنی شناور، ورود و خروج شناور، حفظ محیط زیست، ارتباطات دریایی، تجسس و نجات دریایی، سوانح و نجات کشتی و کالا، تأمین ایمنی آبراه‌ها و مسیرهای دریانوردی کشور یکپارچه مدیریت می‌شوند.

### سیستممدیریتکالای متفرقه
سیستم مدیریت عملیات کالای متفرقه(GCOMS) به نام سازمان بنادر و دریانوردی در شورای عالی انفورماتیک کشور به ثبت رسیده است. در این نرم‌افزار در جهت تحقق دولت الکترونیک پیش‌بینی لازم برای ارتباط با کشتی، نمایندگان خطوط کشتیرانی، صاحبان کالا و ترخیص کاران و تبادل اسناد الکترونیکی و اطلاعات از طریق شبکه‌های رایانه‌ای انجام شده است. جهت اطلاعات ورود کشتی به وب سایت Gcoms gataway به آدرس اینترنتی https://web.archive.org/web/20190417122012/http://gcomsgateway.pmo.ir/ مراجعه نموه و در بخش ثبت بوکینگ اقدام به ثبت اطلاعات ورود کشتی می‌نمایند و اطلاعات ثبت شده در این قسمت به سامانه GComs ارسال شده و توسط برج کنترل قابل مشاهده خواهد بود و هنگامی که کشتی وارد محدودهٔ بندر می‌شود ورود آن کشتی توسط کاربران مستقر در برج کنترل خواهد شد.
تصویر مربوط به کشتی‌ها و شماره سفرهای ثبت شده در سایت GcomsGataway که در نرم‌افزار Gcoms توسط برج کنترل قابل رویت هستند.
برخی از خدمات نرم‌افزار عبارتند از ردیابی کالا، رزرواسیون اسکله بر اساس ETA، صدور صورتحساب کشتی براساس خدمات ارائه شده، ارسال و دریافت مانیفست، انتقال الکترونیکی صورتحساب به نمایندگی‌ها، صدور و ارسال الکترونیکی ترخیصیه، تبادل داده‌ها برای صدور پروانه سبز گمرکی، صدور و ارسال الکترونیکی بیجک

### سیستمجامعه بندری
سیستم جامعه بندری در واقع سیستم مکانیزه تبادل اطلاعات و اسناد بین سازمان‌ها و مراجع ذی‌ربط حمل و نقل دریایی می‌باشد. به کمک این سیستم در کلیه بنادر، تبادل اطلاعات و مستندات بین اعضای PCS هر بندر با بندر دیگر از طریق سیستم مرکزی (Port Authority System) که تحت نظارت و کنترل مستقیم ستاد مرکزی می‌باشد، انجام خواهد شد؛ لذا یک نسخه از اطلاعات و مستندات الکترونیکی رد و بدل شده بین تمامی بنادر در PAS ستاد مرکزی باقی خواهد ماند که طی آن علاوه بر امکان تبادل اطلاعات بین اعضای PCS بنادر مختلف، امکان نظارت و کنترل و گزارش‌گیری مدیریتی و آماری نیز به وجود خواهد آمد. همچنین با توجه به پذیرش رویکرد (Service Oriented Architecture) در سازمان بنادر و PAS(Port Authority System) در ستاد مرکزی، امکان دسترسی به اطلاعات ذخیره شده در PCS بنادر نیز ایجاد خواهد شد، لذا کارکرد PAS عبارت است از:
1. نظارت و کنترل ستاد مرکزی برتبادل اطلاعات و اسناد بین اعضای PCS بنادر
2. ذخیره‌سازی و تجمیع اسناد و اطلاعات مبادله شده، در صورت نیاز و استفاده از اطلاعات ذخیره شده برای گزارش‌گیری‌های مدیریتی و آماری.

### سیستممدیریتسرمایه‌گذاری
سیستم مدیریت سرمایه‌گذاری به صورت دو مجموعه کلی سیستم متقاضیان سرمایه‌گذاری و مدیریت بنادر، به شرح زیر است:
الف: سیستم متقاضیان سرمایه گذاری: این سیستم شامل بخش اطلاع‌رسانی به متقاضیان سرمایه‌گذاری در بخش‌های مختلف از جمله قوانین و مقررات، آئین‌نامه‌ها، ضوابط، مزیت‌ها، فرصت‌ها و امکانات از طریق درگاه https://web.archive.org/web/20100117031606/http://www.irpmo.com/ports/ می‌باشد. بخش دیگر سیستم متقاضیان سرمایه‌گذاری مربوط به عضویت در سازمان می‌باشد. این امکان فراهم است که با ورود مشخصات اولیه به صورت هوشمند از سیستم، شناسه کاربری و رمز ورود اخذ نموده و با استفاده از آن برای ارسال طرح توجیهی سرمایه‌گذاری به بنادر و پیگیری آخرین وضعیت درخواست دراتوماسیون بخش سیستم سرمایه‌گذاری مبادرت نماید. این بخش از سیستم در آدرس https://web.archive.org/web/20100116225317/http://www.irpmo.com/portsgate/ قرار دارد.
ب: سیستم مدیریت بنادر: این بخش شامل سیستم سرمایه‌گذاری اراضی بندری، GIS ترمینال‌های بندری، سیستم تعیین سطوح دسترسی و اتوماسیون اداری می‌باشد.

### سیستممکاتبات اداری
جهت بارنامه ابتدا اپراتورهای شرکت‌های کشتیرانی از طریق نرم‌افزار EDI Express اقدام به ایجاد بارنامه کرده و سپس بارنامه ایجاد شده را در قالب یک فایل رمزنگاری شده توسط نرم‌افزار ذخیره می‌کنند، سپس با مراجعه به سایت Gcoms Gateway و با انتخاب کشتی و شماره سفر مربوط و بارگذاری فایل ایجاد شده در مرحله قبل بارنامه‌هایی را که کشتی مورد نظر در این سفر همراه خود خواهد داشت را ثبت می‌کنند و بارنامه‌های ثبت شده در این مرحله در نرم‌افزار Gcoms توسط اپراتورهای مربوط به آن قابل مشاهده خواهد بود.
سیستم مکاتبات اداری در ستاد مرکزی و بنادر تابعه امکان ارسال یا دریافت مکاتبات و پیگری آن‌ها را به صورت الکترونیکی فراهم آورده است. این مهم علاوه بر تسریع در گردش مکاتبات منجر به کاهش چشمگیر نیروی خدماتی مورد نیاز که امر نامه رسانی داخلی را انجام می‌دادند شده است. به‌علاوه این امکان نیز برای شرکت‌های پیمانکار و دریایی و … فراهم شده تا کلیه مکاتبات و مستندات خود را به صورت الکترونیکی به سازمان ارسال و دریافت یا پیگیری نمایند که این امر ضمن کاهش هزینه‌های اداری، سهم بزرگی در کاهش مراجعات حضوری را به‌دنبال داشته است.

### سیستمیکپارچه نیروی انسانی
تمامی امور مرتبط با کارگزینی و صدور احکام، ارزشیابی، رفاه و تربیت بدنی، ایمنی و بهداشت، احکام بازنشستگی، امور عمومی و تدارکات، قوانین و مقررات و مصوبات هیئت عامل، آموزش و حضور و غیاب توسط این سیستم یکپارچه شده است.
همان‌طور که می‌دانیم لازمهٔ ورود کالا به داخل مرزهای کشور و خروج کالا از مرزهای کشور تأیید و نظارت گمرک جمهوری اسلامی ایران خواهد بود، بر این اساس بدیهی است که اداره بنادر و دریانوردی و ستاد نظارت گمرکات جهت تعامل با یکدیگر نیازمند به تبادل اطلاعات با یکدیگر هستند، بنابراین جهت جلوگیری از عملیات ورود اطلاعات مجدد و به حداقل رساندن مراجعات ارباب رجوع به دو اداره نسبت به تدارک سامانه مدیریت در، خروج گمرک برای اداره کل گمرک بندر انزلی و ایجاد ارتباط میان این سامانه و نرم‌افزار Gcoms اقدام شد که ثمرات این ارتباط به قرار زیر می‌باشد:
1. هنگام ثبت مجوزهای گمرکی جهت ورود کالا به بندر پس از ثبت مجوز در نرم‌افزار گمرک (CGCS) این اطلاعات به صورت خودکار به پایگاه داده Gcoms ارسال شده و توسط اپراتورهای ترمینال‌های بندری جهت صدور قبض انبار قابل مشاهده خواهد بود.
2. اطلاعات ورود و خروج کامیون‌های حمل و نقل که توسط اپراتورهای گمرک صورت می‌گیرد به خودکار به پایگاه داده Gcoms ارسال شده و برای بارشماران قابل مشاهده است.

پس از صدور قبض انبار از طرف اداره بندر صاحبان کالا به گمرک مراجعه کرده و جهت امور ترخیص پروانه گمرکی خود را ثبت می‌کنندکه به دلیل ارتباط موجود امکان ثبت قبض انبار نامعتبر در نرم‌افزار گمرک وجود نخواهد داشت و ضمناً اطلاعات پروانه بعد از ثبت به صورت خودکار به پایگاه داده Gcoms ارسال می‌شود و جهت انجام امور مالی و ثبت بیجک قابل مشاهده است.
اطلاعات بیجک‌های صادر شده برای کامیون‌ها توسط بارشماران از طرف اداره بندر در نرم‌افزار CGCS گمرک قابل رویت می‌باشد.
فرم توزین خروجی در نرم‌افزار CGCS گمرک بندر انزلی که در آن اطلاعات بیجیک صادر شده از نرم‌افزار Gcoms قابل مشاهده است.

### سیستمیکپارچه مالی
سیستم مالی به هر دو سیستم اداری و نیروی انسانی متصل بوده و کلیه فعالیت‌های سیستم‌های زیر را شامل می‌شود:
1. سیستم دفتر داری
2. سیستم دریافت و پرداخت
3. سیستم حقوق و دستمزد
4. سیستم تدارکات داخلی
5. سیستم بودجه و اعتبارات
6. سیستم انبار
7. قیمت تمام شده
8. سیستم تجمیع اطلاعات
9. سیستم صورت‌های مالی
10. سیستم درآمد
11. سیستم اموال

### سیستمآمار و عملیات
سیستم آمار عملیات، یک سیستم تولید داده‌های آماری است بگونه‌ای که جهت جمع‌آوری و انباشت، از سیستم‌های عملیاتی موجود در بنادر، اطلاعات عملیات تخلیه و بارگیری دریافت می‌شود.

### سیستم business intelligence
این سیستم با جمع‌آوری اطلاعات سیستم‌های مدیریتی به ارائه گزارش‌ها پیچیده و سطح بالای مدیریتی می‌پردازد..

### سیستممکانیزه امور شرکتها
دریانوردی

## انتشارات سازمان بنادر و دریانوردی
- سازمان در آینه جراید
- کاتالوگ آن لاین بازاریابی
- نشریه داخلی
- ماهنامه بندر و دریا
- مقالات منتخب
- خبرنامه مرکز تحقیقات
- فصلنامه مرکز تحقیقات
- خبرنامه انگلیسی

## مهم‌ترین بنادر زیر مجموعه سازمان
- بندر شهید رجایی و بندر شهید باهنر در بندرعباس
- بندر امام خمینی
- بندر بوشهر
- بندر نوشهر
- بندر امیرآباد بایگانی‌شده  در ۷ نوامبر ۲۰۱۲ توسط Wayback Machine
- بندر خرمشهر
- بندر باهنر
- بندر آبادان
- بندر عسلویه
- بندر چابهار
- بندر انزلی
- بندر خارگ
- بندر فریدون کنار
- بندر آستارا
- بندر گز
- بندرلنگه
- بندر جاسک
- بندر شرفخانه
- بندرسجافی هندیجان
- بندرشادگان
- بندرماهشهر